# Norbert Walter
Norbert Walter (23 de septiembre de 1944 - 31 de agosto de 2012) fue un economista alemán. Fue el economista jefe del Banco de Alemania desde 1990 hasta 2009.
Walter nació en Weckbach, Baviera, y estudió economía en la Universidad Johann Wolfgang Goethe, de Fráncfort del Meno, obteniendo su diploma en 1968.
En 1990, sucedió a Franz Josef Trouvain como economista jefe del Banco de Alemania, y se mantuvo en esa posición hasta 2009, cuando fue sucedido por Thomas Mayer.